# Casasco d'Intelvi
Casasco d'Intelvi (Casàsch in dialetto comasco, AFI: /kaˈzaʃk/) è un municipio di 474 abitanti del comune italiano di Centro Valle Intelvi, in provincia di Como.
Fino al 31 dicembre 2017 ha costituito un comune autonomo.
Il suo territorio è diviso in due entità, la maggiore dove è inserito il centro storico, l'altra costituita da boschi e alpeggi, separate tra loro dall'area appartenente al comune di Cerano d'Intelvi.

## Storia
Gli annessi agli Statuti di Como del 1335 riportano il   “comune de Casascho” tra le località facenti parte della pieve d'Intelvi. Pieve di cui Casasco non fece più parte nel 1644, anno in cui il comune risultò invece inserito nel territorio dei “Cinque Comuni della Mezena”, ossia un raggruppamento che, all'interno del Contado di Como del Ducato di Milano, vedeva la partecipazione dei cinque comuni di Cerano, Mezzena, Pigra, Schignano e, appunto, Casasco.
Sempre inserito nel territorio dei Cinque Comuni, nel 1751 Casasco risulta comprendere anche i cassinaggi di “Cassina Bresera di sopra”,  “Cassina Bresera di sotto” e “Cassina Bresa". Nello stesso anno, nonostante il 21 giugno 1647 Casasco avesse ottenuto la redenzione dall'infeudazione previo concordato di pagamento quindecennale in denaro, il comune risultava soggetto a una tassa annuale a favore dei conti Andreotti, ai quali la Valle Intelvi era stata concessa in feudo nel 1713. Il motivo alla base di tale annualità rimase tuttavia ignoto.
A partire dal 1757 Casasco fece parte della pieve d'Isola, entro cui risultò anche al momento della formazione della provincia di Como della Lombardia austriaca (1786).
Un decreto di riorganizzazione del Regno d'Italia napoleonico datato 1807 sancì l'annessione di Casasco al comune di Castiglione, decisione che fu tuttavia abrogata con la Restaurazione.

Nel 1863 il comune assunse la denominazione di Casasco d'Intelvi, dicitura che assunse anche in seguito all'aggregazione nel neonato comune di Centro Valle Intelvi, avvenuta il 1º gennaio 2018.

Vecchio stemma comunale

### Simboli
Lo stemma del comune di Casasco d'Intelvi era stato concesso con decreto del presidente della Repubblica del 6 ottobre 2003.
Il gonfalone municipale era un drappo di giallo con la bordatura di verde.

## Monumenti e luoghi d'interesse

### Architetture religiose

#### Chiesa di San Maurizio
Di origine romanica, la chiesa deve Il proprio aspetto attuale ad alcuni interventi eseguiti dapprima nel XV secolo e, successivamente, tra il 1853 e il 1931. Internamente, spiccano un dipinto di Fermo da Caravaggio e un altare proviente dalla chiesa milanese di Santa Maria delle Grazie.

#### Oratorio della Vergine del Carmelo
Costruito e rielaborato a più riprese tra la seconda metà del XVI secolo e il Settecento, l'oratorio della Vergine del Carmine si presenta come un edificio barocco. L'unica navata è divisa in tre campate con volte a botte, mentre le cappelle laterali sono rettangolari. Il presbiterio, dietro cui si sviluppa un ampio locale aggiunto successivamente alla realizzazione della zona dell'altare, è coperto da una volta decorata da stucchi realizzati da Giulio Quaglio.
Dal presbiterio si accede al campanile, torre a pianta quadrata realizzata in muratura che, sui quattro lati esterni del campanile, è lasciata a vista in piccole specchiature situate al di sotto della cella campanaria.

### Architetture civili
Nel centro storico del paese si trovano ancora costruzioni civili databili tra il Seicento e al Settecento.
Lungo la strada per Erbonne si trova l'ex-crotto Fuin, fondato nel 1848, teatro della cattura di Andrea Brenta.

Territorio dell'ex comune di Casasco d'Intelvi nella provincia di Como

## Società

### Evoluzione demografica
Demografia pre-unitaria
- 1751: 231 abitanti[6]
- 1771: 209 abitanti[7]
- 1799: 260 abitanti[8]
- 1805: 290 abitanti[8]
- 1809: 295 abitanti (prima dell'aggregazione a Castiglione)[8]
- 1853: 465 abitanti[9]

Demografia post-unitaria
Abitanti censiti

## Cultura

### Musei
Da ricordare il Museo della Civiltà Contadina.

### Esplicative
1. ↑  sia nell'ortografia moderna che in quella classica

### Bibliografiche
1. ↑  Dato Istat - Popolazione residente al 31 marzo 2017.
2. ↑   Classificazione sismica (XLS), su rischi.protezionecivile.gov.it.
3. ↑   Tabella dei gradi/giorno dei Comuni italiani raggruppati per Regione e Provincia (PDF), in Legge 26 agosto 1993, n. 412, allegato A, Agenzia nazionale per le nuove tecnologie, l'energia e lo sviluppo economico sostenibile, 1º marzo 2011,  p. 151. URL consultato il 25 aprile 2012 (archiviato dall'url originale il 1º gennaio 2017).
4. ↑   AA. VV., Dizionario di toponomastica. Storia e significato dei nomi geografici italiani., Milano, Garzanti, 1996,  p. 155, ISBN 88-11-30500-4.
5. ↑   Statuto comunale di Centro Valle Intelvi, su comune.centrovalleintelvi.co.it.
6. 1 2 3 4 5 6   Comune di Casasco, sec. XIV - 1757 – Istituzioni storiche – Lombardia Beni Culturali, su lombardiabeniculturali.it. URL consultato il 30 aprile 2020.
7. 1 2   Comune di Casasco, 1757 - 1797 – Istituzioni storiche – Lombardia Beni Culturali, su lombardiabeniculturali.it. URL consultato il 30 aprile 2020.
8. 1 2 3 4   Comune di Casasco, 1798-1809 – Istituzioni storiche – Lombardia Beni Culturali, su lombardiabeniculturali.it. URL consultato il 30 aprile 2020.
9. 1 2   Comune di Casasco, 1816-1859 – Istituzioni storiche – Lombardia Beni Culturali, su lombardiabeniculturali.it. URL consultato il 30 aprile 2020.
10. ↑   Comune di Casasco d'Intelvi, 1859-[1971] – Istituzioni storiche – Lombardia Beni Culturali, su lombardiabeniculturali.it. URL consultato il 30 aprile 2020.
11. ↑   Casasco d'Intelvi (Como) D.P.R. 06.10.2003 concessione di stemma e gonfalone, su presidenza.governo.it. URL consultato il 21 febbraio 2022.
12. 1 2 3 4 5  TCI, Guida d'Italia [...], p. 317.
13. 1 2   Chiesa di S. Maurizio - complesso, Via Roma - Casasco d'Intelvi (CO) – Architetture – Lombardia Beni Culturali, su lombardiabeniculturali.it. URL consultato il 30 aprile 2020.
14. ↑   Chiesa di S. Maurizio, Via Roma - Casasco d'Intelvi (CO) – Architetture – Lombardia Beni Culturali, su lombardiabeniculturali.it. URL consultato il 30 aprile 2020.
15. 1 2 3 4   Oratorio della Vergine del Carmelo - complesso, Via Madonna del Carmine - Casasco d'Intelvi (CO) – Architetture – Lombardia Beni Culturali, su lombardiabeniculturali.it. URL consultato il 30 aprile 2020.
16. 1 2  TCI, Le province di Como e Lecco [...], p. 78.
17. ↑   Oratorio della Vergine del Carmelo, Via Madonna del Carmine - Casasco d'Intelvi (CO) – Architetture – Lombardia Beni Culturali, su lombardiabeniculturali.it. URL consultato il 30 aprile 2020.
18. ↑  Bartolini, p. 56.
19. ↑  Statistiche I.Stat - ISTAT; URL consultato in data 28 dicembre 2012.